# Nekázanka
Ulice Nekázanka na Novém Městě v Praze začíná v ulici Na příkopě a končí v Jindřišské ulici. Je známá i z pověsti, podle které její jméno určil už Karel IV.: byla stavěna, ačkoliv to nepřikázal. 

## Historie
Ulice vznikla již v době založení Nového Města, tedy po roce 1348. Její název byl někdy uváděn i ve tvaru Nekázalka. Podle pověsti vznikl název tak, že Karel IV., který sám vyměřoval ulice Nového Města, si jednou po návratu z cest všiml nové ulice vzniklé za jeho nepřítomnosti, která vedla ke kostelu sv. Jindřicha a už v ní stavěli domy. Nakonec rozhodl, aby ulice zůstala zachována: „ale ať se jmenuje na věčné časy Nekázanka, poněvadž jsem nekázal, by byla založena.“
Podle jiných výkladů ale název měl naznačovat, že šlo o ulici hanebnou a špinavou, "neukázněnou".
Jméno ulice se vyskytuje i v názvu 1. českého klubu fotografů amatérů Nekázanka, který je pokračovatelem nejstaršího fotoklubu v České republice (ten vznikl už v roce 1889 a v letech 1930–1989 tu měl své sídlo, ateliér, výstavní síň, několik temných komor i klubovnu). 

## Významné budovy a místa
- ústí Nekázanky do ulice Na Příkopě je rámováno dvěma bankovními paláci (Na Příkopě 858/20 – budovu využívá UniCredit Bank, a Na Příkopě 857/18 – budovu využívá Československá obchodní banka), které byly postaveny v letech 1894–1896 resp. 1909–1911, obě podle projektu Osvalda Polívky pro tehdejší Zemskou banku království Českého. Obě budovy jsou v úrovni prvního patra přes Nekázanku propojeny mostky (jeden je secesní, druhý neorenesanční)
- bytový  dům U Tesařů (Nekázanka 885/12), památkově chráněný[3]
- bytový dům U Šťastných (Nekázanka 886/14), památkově chráněný[4]
- Wittmanovský dům (Nekázanka 887/16) je nejstarší dochovanou stavbou v ulici. Byl součástí zástavby Kounického paláce; původně zahradní domek v roce 1798 klasicistně přestavěl Matyáš Hummel, využívá ho Institut umění – Divadelní ústav
- administrativní budova Omnipolu (Nekázanka 880/11), postavená v letech 1976–1979 v pozdním internacionálním slohu s výraznými rysy brutalismu[5]
- nárožní dům u Jindřišské (Nekázanka 876/19) postavený ve 20. letech 20. století ve stylu konstruktivismu firmou Lampl und Fuchs

## V kultuře
Ladislav Fuks zmínil ulici v novele Spalovač mrtvol (1967).
„...Nuže, cestou z pošty,“ řekl pan Kopfrkingl a rozvazoval provázek, „jsem zašel do Nekázanky k rámaři panu Holému, ty ho asi neznáš, i já jsem ho viděl dnes poprvé v životě ... je to starší opuštěný člověk, vdovec, žena mu umřela, sdělil mi, před osmi léty u Panen, má dceru, když jsem vešel do krámu, měřila u pultu lišty, moc jí to slušelo, je to taková hezká mladá růžolící dívka v hezkých černých šatech...“